# آندژی پرسیگس
آندژی پرِسیگس (لهستانی: Andrzej Precigs؛ زادهٔ ۲۲ اوت ۱۹۴۹ - ۲۶ اوت ۲۰۲۳) بازیگر و سیاستمدار محلی اهل لهستان بود. 
از فیلم‌هایی که وی در آن نقش داشته‌است، می‌توان به سرنوشت‌های لهستانی، به‌دور از جاده، لهستان بازسازی‌شده، قانون حقیقی، نزدیک نیمه‌شب، سه رنگ: سفید و همچنین مجموعه‌های هتل ۵۲، پدر متیو، ع چون عشق و دوستان اشاره کرد.